# Nagasaki
Nagasaki (長崎市) je grad u Japanu. Grad je bio središte preko koga je Japan u srednjem vijeku bio u dodiru sa svijetom. Katolički daimyo osniva 1568. luku u Nagasakiju te od tada grad postaje najveća trgovačka luka. Od 1579. do 1587., kada je pokrenuta kampanja za ujedinjenje Japana luka je bila pod upravom isusovaca. Ta činjenica je i razlogom da je Nagasaki poznat kao najveći katolički grad u Japanu.
Grad je bio potpuno uništen atomskom bombom, koja je na ovaj grad bačena 9. kolovoza 1945. godine, međutim Nagasaki je ponovo izgrađen i prerastao je u novi industrijski grad koji do danas nije izgubio svoj trgovački karakter. Među povjesničarima postoji više teorija zašto je na Nagasaki bačena atomska bomba jer grad nije imao nikakvu vojnu važnost, već izričito trgovački karakter.
Takashi Nagai napisao je knjigu "Zvona Nagasakija" na prvu godišnjicu pada atomske bombe. Knjiga je postala veliki hit i po njoj je snimljen vrlo uspješni istoimeni japanski film.

## Znamenitosti
- Zen-ji Temple Fukusai(((福済寺))) isto poznat kao Nagasaki kosmički hram.

Zgrada je u obliku kornjače, a na 18 metara nazad nalazi kip božice  Kannon. Prvobitna zgrada je dovršena u 1628 i uništen je nakon atomskog bombardiranja od požara. Sadašnja zgrada je dovršena u 1979 i nije rekonstrukcija. Hramsko zvono zvoni svakodnevno u 11:02, to je vrijeme eksplozije atomske bombe. 
- Suwa svetište (((镇西大社诹访神社))) se nalazi na šumovitom brežuljku.

Oko hrama se održava svake godine Ples Zmajeva, za grad vrlo važng festivala Okunchi. 
Svetište je izgrađena 1625, ali je u svom sadašnjem obliku je u velikoj mjeri rekonstrukcija. 
- Glover Vrt (((グラバー園)), guraba-e)
- Nagasaki Peace Park (((平和公园)), heiwakō-e)
- Nagasaki-Bomb Museum
- Kōfuku-ji
- Sōfuku-ji (((崇福寺)))
- Shōfuku-ji (((圣福寺)))
- Oura Crkva (((大浦天主堂)), Oura Tenshudō)
- Katedrala Urakami  (((浦上天主堂)), Urakami Tenshudō)

## Poveznice
- Atomsko bombardiranje Hirošime i Nagasakija